# التهاب الجلد النهائي المعوي
التهاب الجلد النهائي المعوي هو مرض وراثي متنحي نتيجة اضطراب في عملية التمثيل الغذائي والتي تؤثر على امتصاص الزنك، يتميز التهاب الجلد النهائي المعوي بـ التهاب الجلد وفقدان الشعر والإسهال. يحدث هذا المرض أيضًا نتيجة نقص الزنك لأسباب خلقية.
توجد أسماء أخرى لالتهاب الجلد المعوي النهائي:
- متلازمة براندت
- متلازمة دانبولت-كلوس[4]

## العلامات والأعراض
يعاني الأفراد المصابين من التهاب الجلد النهائى المعوي من الأعراض التالية:
- ظهور تقرحات في الجلد
- جلد جاف
- اضطرابات في الشعور
- التهاب اللسان
- مرض جلدي

فقدان الشعر (فقدان الشعر من فروة الرأس والحاجبين والرموش). الآفات الجلدية والتي قد يكون سببها إصابة ثانوية من البكتيريا مثل مكورة عنقودية ذهبية أو فطر أو المبيضة البيضاء. ويرافق هذه الآفات الجلدية: إسهال.

## الوراثة

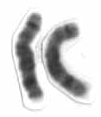
كروموسوم 8

يشير التهاب الجلد النهائي المعوي، من حيث علم الوراثة، إلى طفرة (أحياء) في جين SLC39A4 على الكروموسوم رقم 8 q24.3 (صبغي 8 (إنسان) موقع كروموسومي) هذا الجين (SLC39A4) مسئول عن تشفير البروتين عبر الغشائي وهو مسئول عن امتصاص الزنك، عادة ما تبدأ ملامح هذا المرض بأن ينفطم الرضيع من حليب الثدي. ويعتبر الزنك عنصرًا مهمًا في جسم الإنسان حيث يدخل في ما يقرب من 100 إنزيم يعمل في جسم الإنسان

## التشخيص

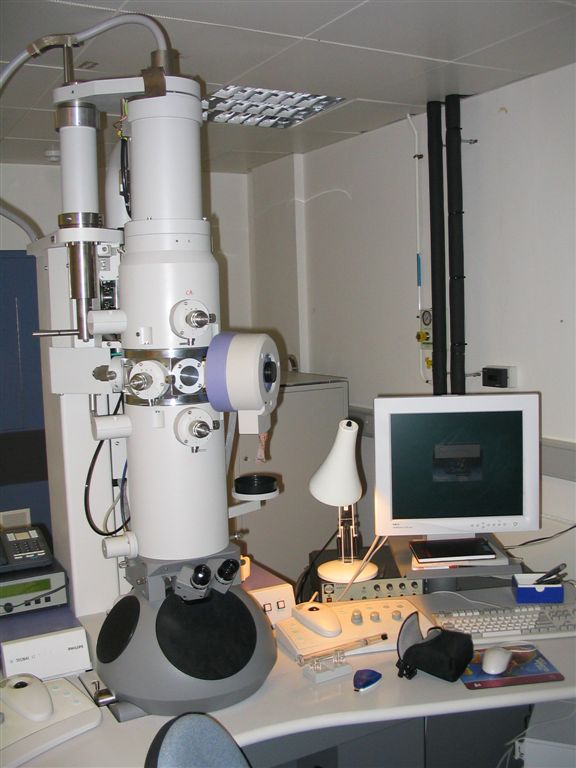
ميكروسكوب الكتروني

يشمل تشخيص التهاب الجلد النهائي المعوي ما يلي:
- مستوى الزنك في البلازما (مختبر)
- مجهرية (خزعة الجلد)
- مجهر إلكتروني (علم الانسجة)

## العلاج
يعتبر مرض التهاب الجلد النهائي المعوي مرض قاتل ان لم يعالج والأفراد المصابون الذين لا يتلقون العلاج يموتون في غضون بضع سنوات.
لا يوجد علاج لهذه الحالة، يوجد فقط مكملات الزنك الغذائية مدى الحياة.